# Annecy Hockey
L’Annecy Hockey, anciennement Sports de glace Annecy, est une association sportive française de hockey sur glace basée à Annecy et évoluant au troisième niveau national (Division 2) pour la saison 2021-2022. L'équipe senior porte le nom des Chevaliers du lac.

## Historique
Le S.G. Annecy a été créé en 1968, mais ne comportait à l'époque, qu'une seule activité : la luge sur glace.
C'est le 1er avril 1972, à l'ouverture de la patinoire que se crée la section hockey sur glace et celle du patinage.

## Palmarès
- Championnat de France Division 2 : 1992, 2005, 2012, 2017

## Joueurs

### Effectif
| No    | Nom                   | Nat. | Position       | Arrivée                                      |
| ----- | --------------------- | ---- | -------------- | -------------------------------------------- |
| +047, | Tristan Mongellaz     |      | Gardien de but | 2020 - Yétis du Mont-Blanc                   |
| +081, | Jessy Dugat           |      | Gardien de but | 2021 - Yétis du Mont-Blanc                   |
| +004, | Eric Springer         |      | Défenseur      | 2021 - sans club                             |
| +008, | Kévin Martenon        |      | Défenseur      | 2020 - Éléphants de Chambéry                 |
| +014, | Thomas Hagopian       |      | Défenseur      | 2020 - Sangliers Arvernes de Clermont        |
| +026, | Victor Vitton-Mea – A |      | Défenseur      | 2017 - Renards de Roanne                     |
| +055, | Jan Jenista           |      | Défenseur      | 2022 - sans club                             |
| +067, | Tom Combaz            |      | Défenseur      | Formé au club                                |
| +077, | Dorian Rachex         |      | Défenseur      | Formé au club                                |
| +096, | Gregory Dufour        |      | Défenseur      | 2018 - Yétis du Mont-Blanc                   |
| +006, | Niklas Westerlund     |      | Ailier         | 2021 - HC Giants                             |
| +007, | Hugo Moncenix         |      | Ailier         | 2017 - Hockey Club 74 U20                    |
| +011, | Cyril Papa            |      | Ailier         | 2016 - Pingouins de Morzine-Avoriaz-Les Gets |
| +016, | Julien Laplace        |      | Centre         | 2019 - Étoile noire de Strasbourg            |
| +017, | Chad Bouffier         |      | Attaquant      | 2019 - Hockey Club 74 U20                    |
| +019, | Maxime D'Orazio       |      | Attaquant      | Formé au club                                |
| +020, | Allan Dugat           |      | Centre         | 2018 - Sangliers Arvernes de Clermont        |
| +024, | Benjamin Arnaud – C   |      | Attaquant      | 2008 - Diables rouges de Briançon            |
| +025, | Alex Gauze            |      | Attaquant      | Formé au club                                |
| +048, | Jaakko Heiskanen      |      | Centre         | 2021 - sans club                             |
| +076, | Lubin Louvier         |      | Attaquant      | 2021 - Hockey Club 74 U20                    |
| +090, | Raphaël Papa – A      |      | Ailier         | 2018 - Scorpions de Mulhouse                 |

## Logos

Logo depuis 2014